# Кроль, Марк Юрьевич
Кроль Марк Ю́рьевич (род. 11 ноября 1986, Ставрополь) — российский кинорежиссёр, сценарист и кинооператор игрового и документального кино.

## Биография
Родился в 1986 году в городе Ставрополе Ставропольского края. Закончив школу экстерном, в 15 лет поступил в Ставропольский Государственный Университет (ныне Северо-Кавказский Федеральный Университет) на физико-математический факультет. Получив образование по специальности «специалист по защите информации» с 2007 по 2015 год проработал в банковской сфере в отделе технического обслуживания. Со студенческих лет он начал снимать короткометражные фильмы, рекламные ролики и музыкальные клипы. На данный момент Марк Кроль живёт в Ставрополе и создаёт свои проекты в России и за рубежом.
Фильмография Марка Кроля включает в себя документальные и игровые фильмы, а также музыкальные клипы и социальную рекламу.
Его фильмы отмечены на международных фестивалях: «World Film Festival» в Каннах, «Spotlight International Film Festival» в Лос-Анджелесе, «Accessibility and Environment Film Festival» в Бристоле, «Festival de Santa Cruz» в Рио-де-Жанейро. «Canoa Film Festival» в Сан-Себастьян, а в 2019 году короткометражный фильм «Девочка на Джипе», в котором Марк Кроль выступил в роли оператора-постановщика получил главный приз жюри кинофестиваля «Хрустальный Источник»
Первый полнометражный документальный фильм Марка Кроля «Невидимая жизнь» о жизни незрячих людей — взял главную награду в номинации «Best Film On Disability» на кинофестивале «World Film Festival» в Каннах в 2024 году. Этот фильм посвящен памяти Александра Лещёва, одного из главных героев фильма, который ушел из жизни спустя несколько месяцев после съемок. Премьера «Невидимой жизни» состоялась в 2023 году в Ставропольской Краевой Библиотеке для слепых и слабовидящих имени Маяковского и проходила в сопровождении тифлокомментатора.

## Фильмография
| 2012 | «ДжиТи», короткометражный                | зелёная ✓ | зелёная ✓ | зелёная ✓ | - · "Святая Анна" 2013 (г.Москва, Россия) - официальный отбор - · "Ennenagematu Film" 2013 (г.Таллин: Эстония) - официальный отбор - · "Шорты" 2013 (г.Москва, Россия) - официальный отбор - · "Встречи на Вятке" 2013 (г.Киров, Россия) Дополнительный приз: Серебряная Лада - · "Фестиваль Уличного Кино" 2014 (17 городов России) - официальный отбор - · "Catalyst Communities Film Festival" 2015 (г.Линкольншир, Англия) - официальный отбор |
| 2012 | «Inmyhead — So Alone», музыкальный клип  | зелёная ✓ | зелёная ✓ | зелёная ✓ | - "Серебряная Пленка" 2012 (г.Ставрополь, Россия) - ГРАН-ПРИ Фестиваля - "МузРаскрутка" 2014 (Телеканал МУЗТВ, Москва, Россия) - участник |
| 2013 | «Inmyhead — Valerian», музыкальный клип  | зелёная ✓ | зелёная ✓ | зелёная ✓ | - · “The Unprecedented Cinema” 2014 (г.Маарду / г.Таллин, Эстония) - официальный отбор |
| 2014 | «За то, что», социальная реклама         | зелёная ✓ |           | зелёная ✓ | - · "Кино под Звездами. Дубль 6." 2015 (г.Кривой Рог, Украина) - 3 место в номинации "лучшая социальная реклама" - · "Твое дело" 2015 (г.Череповец, Россия) - 2 место в номинации "лучшая социальная реклама" - · "Свет" 2015 (г.Киев, Украина) - победитель в номинации "лучшая социальная реклама" - · "Кино-клик" 2015 (г.Ярославль, Россия) - лауреат премии фестиваля - · "Ты не один" 2016 (г.Ярославль, Россия) - победитель в номинации "лучшая социальная реклама" - · "Наше Время" 2016 (г.Москва, Россия) - победитель в номинации: "Актуальная тема" - · "Catharsis" 2018 (более 10 городов России) - победитель в номинации "лучшая социальная реклама" - · "25 кадр" 2019 (г.Хабаровск, Россия) - 2 место в номинации "лучшая социальная реклама" - · "Свет Миру" 2020 (г.Рыбинск, Россия) - финалист |
| 2014 | «Сколько ты стоишь», короткометражный    | зелёная ✓ |           | зелёная ✓ | - · "Нить" 2015 (г.Санкт-Петербург, Россия) - бронзовая медаль - · "Кино-клик 2015 (г.Ярославль, Россия) - лауреат премии фестиваля - · "Наше Время" 2016 (г.Москва, Россия) - 2 место (номинация: лучший сценарий) |
| 2015 | «Молоко», короткометражный               | зелёная ✓ | зелёная ✓ | зелёная ✓ | - "Наше Время" 2016 (г.Москва, Россия) - 2 место (номинация: "Доброта на экране") |
| 2016 | «Inmyhead — Tonight», музыкальный клип   | зелёная ✓ | зелёная ✓ | зелёная ✓ | - · "70/30" 2016 (г.Самара, Россия) - победитель в номинации "лучшее музыкальное видео" - · "Procida Film Festival" 2016 (г.Прочида, Италия) - 3 место в номинации "лучшее музыкальное видео" - · "Figueira Film Art" 2016 (г.Фигейра-да-Фош, Португалия) - финалист в номинации "лучшее музыкальное видео" - · "Ficsam Film Festival" 2016 (г.Фару, Португалия) - победитель в номинации "лучшее музыкальное видео" - · "XXI век" 2017 (г.Тюмень, Россия) - финалист в номинации "лучшее музыкальное видео" |
| 2019 | «Линия жизни», социальная реклама        | зелёная ✓ | зелёная ✓ | зелёная ✓ | - "International Public Service Advertising Festival of Seoul" 2019 (г.Сеул, Южная Корея) - официальный отбор |
| 2019 | «Там, где штиль», короткометражный       | зелёная ✓ |           | зелёная ✓ | - "Светлый Ангел" 2018 (г.Ставрополь, Россия) - Гран-При + победитель в номинациях "лучшая операторская работа" и "лучшая роль второго плана " |
| 2019 | «Пристегнись», социальная реклама        | зелёная ✓ | зелёная ✓ | зелёная ✓ | - "Твой Взгляд @ Европа-Азия» 2021 (г.Магнитогорск, Россия) - специальная номинация "за чувство юмора" |
| 2019 | «Inmyhead — Save Me», музыкальный клип   | зелёная ✓ | зелёная ✓ | зелёная ✓ | - "The Lift-Off Sessions" 2019 (г.Париж, Франция) - официальный отбор |
| 2019 | «Невидимые дети», социальная реклама     | зелёная ✓ | зелёная ✓ | зелёная ✓ | - · "Твой Взгляд @ Европа-Азия» 2019 (г.Магнитогорск) - победитель в номинациях "лучшая социальная реклама" и "лучшая операторская работа" - · "Выбери жизнь" - номинация "Счастливая семья" 2020 (г.Екатеринбург, Россия) - победитель в номинации "лучшая социальная реклама" |
| 2019 | «Отходы» социальная реклама              | зелёная ✓ | зелёная ✓ | зелёная ✓ | - "Твой Взгляд @ Европа-Азия» 2019 (г.Магнитогорск, Россия) - лучший оригинальный сценарий - "КиноКлик" 2020 (г.Ярославль, Россия) - победитель в номинации "социальная реклама" |
| 2019 | «Девочка на джипе», короткометражный     |           |           | зелёная ✓ | - · "Хрустальный источник" - "Кинокампус. Moviestart" 2019 (г.Ессентуки, Россия) - главный приз - · "Košice International Monthly Film Festival" 2020 (г.Кошице, Словакия) - Honorable Mention (почетное упоминание) в номинации лучший короткометражный фильм - · "Tagore International Film Festival" 2020 (г.Болпур, Индия) - победитель в номинации "лучшая мужская роль" Михаил Жигалов - · "Woodengate International Film Festival" 2020 (г.Бая-Маре, Румыния) - победитель в трех номинациях: "лучший фильм фестиваля", "лучший режиссер" Алексей Зуев и "лучший актер" Михаил Жигалов - · "Bucharest ShortCut CineFest" 2020 (г.Бухарест, Румыния) - финалист: номинация в категории лучший актер: Михаил Жигалов и номинация "лучшая оригинальная музыка" (The Best Original Score): Михаил Смирнов - · "Sunlight International Film Festival" 2021 (г.Берлин, Германия) - лучший вдохновляющий фильм (special award) - · "Only the Best Film Awards" (OTB) 2022 (г.Майами, Флорида, США) - победитель в номинации: лучший драматический фильм |
| 2022 | «Приют в снегу», короткометражный        | зелёная ✓ | зелёная ✓ | зелёная ✓ | - · "Only the Best Film Awards" (OTB) 2022 (г.Майами, Флорида, США) - победитель в номинации "лучший документальный короткометражный фильм" - · "South America Awards" 2022 (г.Сан-Паулу, Бразилия) - победитель в номинации "лучший документальный фильм" - · "Ipê Amarelo Film Festival" 2022 (он-лайн фестиваль, Бразилия) - победитель в номинации "лучший саунд дизайн" - · "Naples Film Award" 2022 (г.Рим, Италия) - победитель в номинации "лучший документальный короткометражный фильм" - · "Ramure D'Or Awards" 2022 (г. Монреаль, Канада) - победитель в номинациях "лучший документальный короткометражный фильм" и "лучший режиссер в документальном короткометражном фильме" - · "Brazil International Monthly Film Festival" 2023 (г.Рио-де-Жанейро, Бразилия) - специальная награда "Social Awareness Award" - · "Royal Society of Television and Motion Picture Awards" 2023 (г.Калькутта, Индия) - outstanding achievement award |
| 2023 | «Невидимая жизнь», документальный        | зелёная ✓ | зелёная ✓ | зелёная ✓ | - · "Rohip International Film Festival" (Каллал, Индия) 2024 - победитель в номинации "лучший документальный полнометражный фильм" - ·"Spotlight International Film Festival" 2024 (Лос-Анджелес, США) - победитель в номинации "лучший документальный фильм" - · "Accessibility and Environment Film Festival" 2024 (Бристоль, Великобритания) - победитель в номинации "лучший документальный фильм" - · "Festival de Santa Cruz" 2024 (Рио-де-Жанейро, Бразилия) - награда "Empowered Talent Award" (присуждается фильму на социальную тематику) - · "Canoa Film Festival" 2024 (Сан-Себастьян, Бразилия) - победитель в номинациях "лучший полнометражный документальный фильм" и "лучший режиссер в полнометражном документальном фильме" - · "Accolade Global Film Competition" 2024 (Ла-Хойя, Калифорния, США) - победитель "Award of Merit" (Disability Issues) - · "World Film Festival" in Cannes 2024 (Канны, Франция) - победитель в номинации "Best Film on Disability"                                                                    |
| 2025 | "Сломанная реальность", короткометражный | зелёная ✓ | зелёная ✓ | зелёная ✓ | |